# Raymond Meyzenq
Raymond Meyzenq, né le 29 janvier 1935 à Veynes (Hautes-Alpes) et mort le 27 novembre 2008 à Gap, est un coureur cycliste français, professionnel de 1956 à 1959.

## Biographie
De 1960 à 1965, il est coureur cycliste en catégorie indépendant.

## Palmarès

### Par année
- 1955
  - 1re étape du Tour des Hautes-Alpes
  - 3e du Tour des Alpes de Provence
- 1956
  - Marseille-Nice
  - 2e du Nice-Mont Agel
  - 3e du Grand Prix de Vals-les-Bains
- 1958
  - 2e du Trophée des grimpeurs
  - 2e du Tour du Gard
  - 3e des Trois Jours de la Loire
  - 10e du Critérium du Dauphiné libéré
- 1962
  - 3e de la Poly Lyonnaise
- 1963
  - 3e du Tour d'Anjou
- 1964
  - Annemasse-Bellegarde-Annemasse
- 1965
  - 2e du Tour du Roussillon

### Résultats sur les grands tours

#### Tour de France
2 participations
- 1956 : 69e
- 1957 : abandon (2e étape)